# 한국현상학회
한국현상학회(Korean Society For Phenomenology)는 현상학 및 이와 관련된 분야를 연구하고, 회원 상호간의 친목을 도모함을 목적으로 1978년 2월 17일에 설립된 학술단체이다. 사무실은 경기도 용인시 기흥구 덕영대로 1732 경희대학교 국제캠퍼스 후마니타스칼리지에 있다. 연구발표회 및 학술대회 개최, 학회지 간행 및 기타 출판사업 등을 활동하고 있다. 학회지 《현상학과 현대철학》을 발간하고 있다.

## 주요 사업
- 연구발표회 및 학술대회 개최
- 학회지 《현상학과 현대철학》 간행 및 기타 출판사업
- 사회에 참여하거나 공헌하는 행사를 개최

## 역대 회장
- 윤명로 (1978~1980)
- 한전숙 (1980~1985)
- 차인석 (1985~1990)
- 이영호 (1990~1995)
- 박순영 (1995~2000)
- 손동현 (2000~2004)
- 한정선 (2004~2006)
- 최재식 (2007~2008)
- 이남인 (2009~2010)
- 이종훈 (2011~2012)
- 홍성하 (2013~2014)
- 반성택 (2015~2016)
- 신인섭 (2017~2020)
- 신충식 (2021~2022)
- 박인철 (2023~2024)
- 이진오 (2024~)

## 임원진
- 회장
- 부회장
- 총무이사
- 편집이사
- 기획이사
- 연구이사
- 학술이사
- 섭외이사
- 정보이사
- 국제이사
- 대외협력이사
- 감사
- 편집위원

## 학술지
- 《현상학과 현대철학》 - 연 4회에 걸쳐 발행하고 있다.